# Sour Milk Sea (brano musicale)
Sour Milk Sea è un brano composto da George Harrison e donato a Jackie Lomax. Fu la prima canzone di Harrison ad essere data ad un altro artista.

## Il brano
Sour Milk Sea venne composta da George Harrison in India.  Chiari riferimenti alla meditazione trascendentale, praticata a Rishikesh in India da tutti e quattro i Beatles tra Febbraio ed Aprile 1968 con il Maharishi Mahesh Yogi. Harrison ha detto che la canzone è basata su Vishvasara Tantra, un testo sacro indù.
Il verso: «Get Back to Where You Should Be» è stato probabilmente una fonte d'ispirazione per il brano Get Back, pubblicato dalla band nel 1969.
I Beatles ne registrarono un nastro demo nella casa di George ad Esher, nel Surrey, assieme ad altri 22 pezzi. Molti di essi apparvero nel White Album, mentre altri ne furono esclusi; oltre Sour Milk Sea, di Harrison restarono fuori Not Guilty, poi pubblicata nell'omonimo album del 1979 e Circles, poi pubblicata in Gone Troppo del 1982.
La versione di Jackie Lomax, il primo artista ad essere entrato nella Apple Records, venne registrata negli Abbey Road Studios con la produzione di George; ci furono tre sedute per il pezzo: il 24, il 25 ed il 26 giugno 1968. Buona parte del lavoro venne svolto nella prima seduta, eccetto il basso elettrico, aggiunto da Paul McCartney nella terza sessione. La canzone fu inclusa nell'album Is That What You Want? del marzo 1969.
Il brano venne pubblicato nella prima "carrellata" di singoli, assieme ad Hey Jude dei Beatles, Those Were the Days di Mary Hopkin e Thingumybob della Black Dyke Mills Band. Il numero di catalogo era semplicemente Apple 3. Il 45 giri, sorprendentemente, non entrò nelle classifiche britanniche, e negli Stati Uniti arrivò solo al 117º posto in classifica; e si piazzò alla 29ª posizione in Canada.
Mentre la versione di Lomax venne in seguito pubblicata sulla compilation Come and Get It: The Best of Apple Records del 2010, quella dei Fab Four non venne mai pubblicata ufficialmente.

## Tracce singolo[1]
1. Sour Milk Sea – 3:47 (George Harrison)
2. The Eagles Laughs at You – 2:22 (Jackie Lomax)

## Formazione

### Demo dei Beatles
- George Harrison: voce, chitarra acustica
- Paul McCartney: basso elettrico
- Ringo Starr: tamburello[1]

### Versione di Jackie Lomax
- Jackie Lomax: voce
- George Harrison: chitarra acustica, chitarra elettrica
- Eric Clapton: chitarra
- Paul McCartney: basso elettrico
- Nicky Hopkins: pianoforte
- Ringo Starr: batteria[1]